# Juan Paladino
Juan Paladino ili punim imenom Juan Amalio Paladino Jaunsolo (Montevideo, 17. veljače 1925.) urugvajski je mačevalac.
Na Olimpijskim igrama 1948. u Londonu nastupio je u disciplinama sablja pojedinačno i floret momčadski, a na Olimpijskim igrama 1960. u Rimu u disciplinama floret i sablja pojedinačno.
Najveći uspjeh u športskoj karijeri ostvario je osvajanjem srebra na Panameričkim igrama 1955. u Ciudad de Méxicu u disciplini sablja momčadski. Uz njega srebro su osvojili i Teodoro Goliardi, Ricardo Rimini i José Lardizábal.